# Abu Gorab
Abu Gorab, znan tudi kot Abu Gurab, Abu Ghurab in Abū Jirāb, je arheološko najdišče v Egiptu približno 15 km južno od Kaira med Sakaro in Al Džizo in približno 1 km severno od Abusirja. Najdišče je na robu puščavske planote na zahodnem bregu Nila. Na najdišču sta sončev tempelj faraona Njuserre Inija, ki je največji in najbolj ohranjen tovrsten tempelj, in sončev tempelj faraona Userkafa. Oba sta bila zgrajena v Starem kraljestvu v 25. stoletju pr. n. št. Na Abu Gorabu je tudi pokopališče faraonov iz Prve dinastije.

## Arheološko najdišče

### Pokopališče iz Prve dinastije
Severno od Njuserrejevega sončevega templja je pokopališče iz obdobja Prve egipčanske dinastije (okoli 3100-2900 pr. n. št.), na katerem so pokopavali Egipčane iz srednjega družbenega razreda. Na pokopališču je bilo tudi veliko obrednih pokopov oslov, kar je zelo nenavadno, saj so takšne pokope odkrili samo na nekropolah  iz mnogo kasnejšega hiškega obdobja, v katerem so vladale dinastije kanaanskega porekla.

### Sončev tempelj Njuserre Inija
Tempelj je v letih 1898-1901 izkopal egiptolog Ludwig Borchardt v imenu Berlinskega muzeja. Posvečen je bogu Raju. Zgradil ga je Njuserre Ini, šesti faraon iz Pete dinastije, ki je vladal v drugi polovici 25. stoletja pr. n. št.  Tempelj se je imenoval Šepsespibre – Rajevo veselje. Zgrajen je iz blatnih zidakov, obloženih z apnencem. Je pravokotne oblike. Vhod je na njegovi vzhodni strani. V notranjosti je prostrano odprto dvorišče, na katerem so ruševine velikega kamnitega obeliska, ki je simboliziral počivališče Sonca/Raja. Podstavek obeliska je visok približno 20 m in ima obliko prisekane kvadratne piramide. Obelisk s podstavkom je bil visok verjeno 50-70 m.
Sredi dvorišča je oltar, zgrajen iz petih blokov alabastra. Njihov razpored ima obliko simbola, ki se lahko prebere Naj bo Ra zadovoljen.
Ob vzhodnem zidu dvorišča je devet okroglih bazenov iz alabastra. Špekulira se, da jih je bilo prvotno deset. Služili naj bi za zbiranje   krvi žrtvovanih živali. Trditev podpirajo žlebovi v kamnitih tleh dvorišča, po katereh je morda odtekala kri. Drugi znanstveniki domnevajo, da so bili bazeni samo za okras, ker v tempeljskem kompleksu niso odkrili nobenega noža. Bazeni bi lahko bili tudi rezervoarji za vodo. 
Na zidovih glavnega templja je nekaj zanimivih reliefov. Na enem od njih je upodobljen Njuserrejev festival Sed, na drugem pa Rajevo ustvarjanje sveta.

### Druge ruševine
Nemška arheološka odprava pod vodstvom Friedricha Wilhelma von Bissinga je pod Njuserrejevim sončevim templjem odkrila ruševine velikih zgradb iz blatnih zidakov. Ruševine so morda ostanki Neferefrejevega sončevega templja, imenovanega Ra Hotep – Rajev žrtvenik. Domneva še ni dokazana.
Njuserre je zgradil tudi piramidni kompleks v Abusirju, približno 1 km južno od Abu Goraba.